# Gaël Lépingle
« Lépingle » redirige ici. Pour l’article homophone, voir L'Épingle.
Gaël Lépingle est un réalisateur et metteur en scène français. Né en 1972, il a grandi dans l'agglomération d'Orléans.

## Biographie
Il contribue à la redécouverte du cinéaste Guy Gilles, auquel il a consacré deux films et un livre. Collaborateur à la revue de cinéma Vertigo, il est l'auteur de deux essais sur le film Agent X 27 de Josef von Sternberg et sur Rita Hayworth.   
Il a rédigé de nombreux livrets d'opéras pour chœurs, composés par Julien Joubert, et mis en scène des opéras du répertoire pour La Fabrique Opéra Val de Loire d'Orléans.    
Son moyen métrage Une jolie vallée est sorti en salles en avril 2019.  
Ses films Julien et Seuls les pirates ont chacun reçu le Grand prix de la compétition française au festival international de cinéma de Marseille,.

## Filmographie

### Longs métrages
- 2010 : Julien
- 2018 : Seuls les pirates
- 2020 : L'Été nucléaire[8]
- 2022 : Des garçons de province

### Courts métrages
- 2006 : La Prisonnière du Pont-aux-Dions
- 2007 : Guy Gilles, photographies du temps d'avant[9]
- 2008 : Guy Gilles et le temps désaccordé
- 2014 : La Nuit tombée
- 2015 : Une jolie vallée

## Théâtre
- 2002 : Le Secret d'Eva L, Opéra de Massy[10]
- 2011 : L'Atelier du Nouveau Monde, Le Monfort (Paris)
- 2016 : Les Trois Mousquetaires, Théâtre de Saint-Quentin-en-Yvelines (scène nationale)[11]
- 2019 : Faust, Zénith d’Orléans[12]
- 2021 : La Traviata, Zénith d’Orléans
- 2022 : West Side Story, Zénith d’Orléans[13]
- 2024 : Colette, l'indomptable, Théâtre Montmartre-Galabru